# Huawei Y6 II
Huawei Y6 II — смартфон, розроблений компанією Huawei. В Індії смартфон був представлений як Honor Holly 3, а в Малайзії ― як Honor 5A (не плутати з глобальним Honor 5A).
В Україні Huawei Y6 II поступив у продаж 10 серпня 2016 року.

## Дизайн
Екран смартфона виконаний зі скла. Корпус виконаний з пластику.
Знизу знаходяться роз'єм microUSB, динамік та стилізований під динамік мікрофон. Зверху розташований 3.5 мм аудіороз'єм. З правого боку розміщені кнопки регулювання гучності та кнопка блокування смартфона. Другий мікрофон розташований на задній панелі. Слоти під 2 SIM-картки і карту пам'яті формату microSD до 128 ГБ знаходяться під задньою панеллю, яку можна зняти .
Huawei Y6 II продавався в 3 кольорах: чорному, білому, золотому. В Україні смартфон був доступний в чорному та золотому кольорах.

## Технічні характеристики

### Платформа
Смартфон отримав процесор Kirin 620 та графічний процесор Mali-450MP4.

### Батарея
Батарея отримала об'єм 3100 мА·год.

### Камери
Смартфон отримав основну камеру 13 Мп, f/2.0 з автофокусом та можливістю запису відео в роздільній здатності 1080p@30fps. Фронтальна камера отримала роздільність 8 Мп, діафрагму f/2.0 та можливість запису відео у роздільній здатності 720p@30fps.

### Екран
Екран IPS LCD, 5.5", HD (1280 × 720) зі щільністю пікселів 267 ppi та співвідношенням сторін 16:9.

### Пам'ять
Huawei Y6 II та малазійський Honor 5A продавалися в комплектації 2/16 ГБ.
Honor Holly 3 продавався в комплектаціях 2/16 та 3/32 ГБ.

### Програмне забезпечення
Смартфон працює на EMUI 4.1 на базі Android 6.0 Marshmallow.